# Wintertriatlon
De wintertriatlon is de winterse variant van de (zomer)triatlon. Zomertriatlon bestaat uit zwemmen, fietsen en hardlopen en in de winterse variant is het zwemonderdeel vervangen door schaatsen (bij Nederlandse wedstrijden) of langlaufen (bij internationale varianten, ook de World Cups). Bij de langlaufvariant wordt ook vaak gefietst op de mountainbike door besneeuwde gebieden in plaats van met een racefiets over wegen.
De Nederlandse Marianne Vlasveld stond jarenlang aan de top van de langlaufvariant. De Duitse Sigrid Lang heeft daarna haar koppositie overgenomen.
In Assen werd jarenlang het Nederlands Kampioenschap Wintertriatlon gehouden, dat bestaat uit 20 km hardlopen, 100 km fietsen en als afsluiting 40 km schaatsen op de schaatsbaan in Assen. Per 2005 is de afstand gehalveerd wegens verminderende belangstelling voor langeafstands-triatlons. Andere wintertriatlons in Nederland zijn georganiseerd op en rond ijsbanen in Groningen, Alkmaar, Leiden, Enschede en Deventer (run-skate-run).

## Ranglijsten
- Lijst van Nederlandse kampioenen wintertriatlon
- Lijst van Europese kampioenen wintertriatlon
- Lijst van wereldkampioenen wintertriatlon